# 青い鳥 (テレビドラマ)
『青い鳥』（あおいとり）は、1997年10月10日から12月19日までTBS系「金曜ドラマ」枠で放送されたテレビドラマ。主演は豊川悦司。

## 概要
第1話 - 第7話、第8話 - 第11話（最終話）の2部構成で、野沢尚が「本当の愛とは、そして幸せとは何か」を主題にし、幸せを求めて不倫と逃避行を行い、その償いに奔走させられる男の運命を描いた。最終回放送翌週の1997年12月26日には、完結編として新撮シーンが追加された総集編2時間スペシャルが放送された。フランス語表記は「L'oiseau Bleu」。また系列局外の秋田県でも秋田放送で放送された。
1995年に放送された『愛していると言ってくれ』で高視聴率を叩き出した豊川悦司主演作として破格の予算と半年間の撮影期間が投じられ、架空の舞台・長野県清澄市と清澄駅の撮影には東日本旅客鉄道長野支社と富士見町が全面協力し、逃避行はロードムービーさながらの日本縦断ロケーション撮影となった。
なお、舞台の清澄駅は清澄市の中心駅という設定のため、撮影に使われた中央本線信濃境駅には存在しないマルスやキヨスク・駅前にバス停などのセットが設置された。清澄駅の位置は信濃境駅と隣の富士見駅の間という設定である。

## ストーリー
長野県の諏訪地域にある人口1万5000人の市、清澄市の玄関口であるJR東日本中央本線「清澄駅」で駅員をしている主人公・柴田理森の前に、ある日突然現れた一人の女性・町村かほり。彼女は次期市長の座を狙う綿貫広務の妻であり、一児の母であったが、現在の生活に違和感を覚えていた。いけないとわかっていながらも徐々に惹かれあっていく二人であった。

## キャスト
- 人物設定は｢青い鳥 シナリオ集｣を参考資料とした。

### 主要人物
柴田 理森（しばた よしもり）〈30 → 36→40→50〉
演 - 豊川悦司
主人公。1967年7月7日（映画『気狂いピエロ』の日本での公開日）生まれ。5歳上の兄・敬文（たかふみ）を敬愛していたが、9歳の時に水難事故で敬文は理森を救い出し犠牲になる。その直後に母親が失踪。以降、父親と二人暮らしをして来た。高校では理系クラスで陸上選手として活躍し、3年生の時に清水乃梨子と初恋をする。一緒に東京の大学進学を考えていたが、敬文が撮影した父が列車を見送る写真を見て兄が果たせなかった父と同じ職業に就くことを決意し、1986年に国鉄長野鉄道管理局に就職し、松本駅に配属された。翌年に分割民営化によりJR東日本長野支社社員となり、2年前に実家の最寄り駅で父親が駅長を務める清澄駅に配属。
就職から1年で乃梨子と別れてからは女遊びをほとんどせず、美紀子からは「一番似合ってるのが制服」と言われる実直な勤務振りと、兄の教えから自然と児童文学を好む優しい性格である。平社員の営業係（駅員）であるが、誌織が「駅長さん」と呼んだことからかほりも同様に呼んでいる。
駅前で、大雨と風で赤い傘を飛ばしてずぶ濡れになったかほりの姿を見て一目惚れをし、密会が重なって恋に落ちる。不倫の事実を知って激怒した広務によりかほりから引き離されようとしている詩織に過去の自分を重ね、かほりへの思慕も手伝って咄嗟に取った行動からかほり、詩織とともに終わりの見えない逃避行が始まることとなる。
逃避行の末、広務への殺人未遂と自殺したかほりの殺人の濡れ衣を広務から着せられ、受け入れたことから懲役刑となり6年後に仮出所。保護司の待つ下関へ向かう列車で誌織と同行した事をきっかけに、鹿児島へ逃避行して未成年者略取及び誘拐容疑で逮捕される。6年では短すぎると再び罪を受け入れ、仮出所取消のうえでさらに4年間服役。
出所後、清澄駅で待ちわびた誌織と再会し、結婚。10年後を描いた完結編では誌織との間にみちるという娘が生まれ、南の島でサトウキビ農家で生計を立て、幸せを掴む。娘を演じていたのは鈴木杏。
町村 かほり（まちむら かほり）〈28〉
演 - 夏川結衣
広務の内妻。1969年7月20日（アポロ11号による月面着陸の日）に厚木市で生まれる。複数の男に一目惚れされる美貌と個性の持ち主。横須賀市出身の父親が米軍兵士相手の飲食店とスーパーマーケット経営に成功し、銀座のホステスだった母親を交際相手からかっさらい結婚したが、事業の失敗により借金取りから逃れるため小学生の一時期、鹿児島に住む母方の祖母宅に預けられていた。その後､バブルで父の事業が成功。母と共に厚木に戻るも両親がダブル不倫をして夫婦喧嘩が堪えず機能不全家族状態であったが、父に対しての愛情は抱いていた。家庭環境のせいか早熟で中学2年生の時に大学生と2週間同棲する(この事で父を心配させ、母を怒らせてしまう)中学卒業後は美容学校に進学するも1年で中退。両親には資格を取得し卒業と嘘をつき、年齢を偽って居酒屋でアルバイトをして知り合った男と2度の冷めた恋愛と人工妊娠中絶を経験し、歳を偽って居酒屋で働き始める。18歳で六本木のクラブでNo.1ホステスとなった時にカフェバー経営の27歳の実業家・澤田利伸に口説かれ、ホテルニューオータニで盛大な結婚式を挙げる。しかしバブル崩壊により夫の事業失敗によるヤクザに対する1億円以上の借金返済や家庭内暴力に悩まされていたが、銀座でホステスをしていた店で広務が惚れ込んだ。かほりは広務への恋愛感情は無かったが、救いの手が差し伸べられたと感じ、澤田と離婚。半年後の入籍を条件に清澄へ転居。見知らぬ土地での孤独な生活や、舅からの嫌味に耐える日々を過ごしていた時に理森と出会い、駅の事務所で「私を、この町から連れ出して」と言ったりした。その様なやりとりを重ねる中、偶然駅事務所に押しかけてきた広務が理森に「澤田への手切れ金の存在」について語るのを隠れて聞くまで、広務の父がほのめかす「借金」の事をかほりは知らなかった。神社のお神楽での触れ合いでお互いに意思表示をし、理森と不倫関係になる。しかしその後の密会（未遂）が広務の知るところとなり、駅に来たかほり母子が別々の暮らしをさせられると聞いて激情した理森が、事情を知らない詩織を連れてかほりと同じ列車に乗った。広務とその手下に居場所を突き止められ、北海道の岬（ロケ地は地球岬のトッカリショ）の崖まで追い詰められ、理森に「ありがとう｣と告げて投身自殺した。
町村 誌織（まちむら しおり）〈9〉 ⇒ 綿貫 誌織（わたぬき しおり）〈15 → 19→29〉
演 - 鈴木杏 ⇒ 山田麻衣子
澤田とかほりの娘。1988年4月11日（美空ひばりの「不死鳥コンサート」開催日）生まれ。周囲に溶け込めない事が多いが、芯は強い。実父の見栄張りもあり東京の私立小に実力で入学するなど成績優秀。童話の｢青い鳥」を清澄駅でかほりを待つ時間に朗読していた時に声をかけられたのが、理森との出会いである。かほりの不倫のペナルティとして広務に東京の親戚に預けられることになり、それを快く思わなかった理森の咄嗟の行動から、母と3人で後に「家族旅行」と称する逃避行をすることになる。かほりの死後、母が内縁であったため広務と養子縁組をする。松本市の私立小学校を卒業後、東京の全寮制の中学校へ入学。かほりと理森の出会いによって始まった悲劇から6年後、仮出所した理森のもとへ母親のことを聞きに会いにくる。理森が下関の保護司の元へ発つ夜、理森に同行するように同じ列車に乗る。当初は「下関まででいいから」と言っていたが、車中で話し込むうちに「鹿児島に行き母親の遺骨を埋めてあげよう」と本音を吐露する。養父の広務を嫌悪している向きもあったが、最後には明るい笑顔を見せる。4年後、理森と再会し結ばれる。10年後を描いた完結編では、理森との間にみちるという娘が生まれ、二人目を妊娠中。
秋本 美紀子（あきもと みきこ）〈26 → 32→36〉
演 - 永作博美
清澄駅前の食堂の一人娘で理森の幼なじみ。1972年頃生まれ。父・照之（森富士夫）、母・繁美（島ひろ子）と共に店を切り盛りしている。明るく世話好きで、理森の母親の失踪後は何かと柴田家に出入りしていた。理森のことが好きだがなかなか言い出せずにいたが、出所後の再会時にようやく告白する。第1部ではかほりの、第2部では誌織の良き相談相手。そして食堂で弁当配達部門を立ち上げていた。物語の終盤では詩織とともに出奔し広務によって誘拐犯に仕立て上げられた理森を連れ戻すべく、二人の後を追う。理森の再収監後に第1話の見合い写真で両親から打診された精密機械工場勤務の男と結婚し子宝を授かる。

### 綿貫建設
綿貫 広務（わたぬき ひろむ）〈35 → 41→45〉
演 - 佐野史郎
綿貫純一朗の一人息子。1962年2月6日生まれ。父の用意したレールに乗り、綿貫建設の専務に就き、清澄市長選への立候補を控えている。東京の二流大学卒業後、綿貫建設に入社し、東京支社勤務時に出会ったかほりに心底惚れ、澤田と一騎討ちをする。澤田が手切れ金3000万円の支払いでかほりを渡すと取引を持ちかけたことから、父に土下座して金を借りて救い出し、自分の実家に連れて来る。しかし理森と出奔した彼女を狂ったように捜しまわる。冷徹な父親に厳しく育てられ、小学生の頃は東京の親戚に預けられていた事、中学の同級生で唯一の友人であった理森の兄・柴田敬文へのコンプレックス、10年前の母の病死などの影響で、性格にやや屈折した面が見受けられる。しかし敬文に仲間達とカヤックでの渓流下りを薦めて事故死を引き起こさせた自責の念から、彼の墓参りは欠かした事がない。
理森がかほりを殺したと偽証を警察や公判時に述べて濡れ衣を着せ、父も没した2年後に悲劇の主人公を装い同情票を集め清澄市長に初当選する。しかし4年後の選挙では家出に過ぎなかった詩織と逃避行した理森を未成年者略取及び誘拐罪で指名手配させた事が表沙汰になり敗北し失脚。誘拐は無実だったと警察へ前言撤回するなど改心を見せる。理森の出所後、市長選に再出馬する。
綿貫 純一朗（わたぬき じゅんいちろう）〈65〉
演 - 仲谷昇
中堅ゼネコン・綿貫建設の創業者社長（元を正せば、土建屋からの叩き上げの成り上がり者）で東京の政財界とパイプを持つ地元の有力者。モデルとしては大八廻りを短縮する形で掘られた塩嶺トンネルを掘らせた地元の政治家、というあたりの設定である（詩織の小学校にある図書館「綿貫文庫」にその辺を綴った著書があるという）。息子の広務を清澄市長にしリゾート計画を推進する。広務の母親である亡妻と政略結婚をするが、妻の実家の力が当てにならないと知ると、冷淡な態度で接する様になり、臨終の時も、政治家とのゴルフに興じていた様子（この事で広務から反感を抱かれる）。広務がかほりの前夫に渡した手切れ金を裏金から融資したことで、かほりを「高いオモチャ」、広務を｢貧乏暇なし｣と嫌味を言い切る。しかし誌織には僅かではあるが、優しい面を見せる事もあった。かほりの死の直後、他界した様子。
若槻 真一（わかつき しんいち）〈38〉
演 - 浅野和之
綿貫建設の社員で広務の私兵的存在。彼の命令で理森とかほりの捜索を行う。広務の暴走を食い止められなかった。
原田 靖夫（はらだやすお）〈34〉
演 - 宇梶剛士
綿貫建設社員であり、若槻の直属の部下。捜索の為に聞き込みや内偵やスパイ狩りを行う。怒り狂った広務とともに家のなかを滅茶苦茶に壊して暴れたりもする。

### 理森の家族
柴田 憲史（しばたけんじ）〈59〉
演 - 前田吟
理森の父。JR東日本長野支社社員、清澄駅駅長。敬文と理森を連れて夜間の線路点検に勤しむなど根っからの鉄道員であり、ゆくゆくは敬文が職業を継ぐ事を望んでいた。しかし敬文の死で絶望の淵にいたすみ子を慰めず仕事に逃げた事を情けなく思い、すみ子の駆け落ちを許し、自分の署名捺印をした離婚届だけを送った。自分と同じ道を選んだ理森を誇りに思っていた。理森がかほりと密会している事を誰よりも早く察知すると、すみ子からの小遣いを理森に手渡し、営業主任試験を受けて清澄駅から出るよう促す。理森の逮捕直後に体調を崩し、第2部では故人になっている。遺影は理森が同じ職業に就くきっかけになった、敬文が撮影した仕事中の写真である。
岡安 すみ子（おかやす すみこ）〈56 → 66〉
演 - りりィ
理森の生き別れの母親、憲史の元妻。かつては甲府の商社で働く優秀なタイピストであり、駅で乗り降りする姿に憲史が一目惚れして結婚し、2人の子供をもうけた。清澄で女の一生を終える事に閉塞感を抱くなど夫婦にすき間風が吹き、その緩衝材の役割をしていた一家の期待の星であった敬文が死んだ直後、他の男と失踪し、夫と離婚した。自責の念から失踪直後から21年間、清澄郵便局の局留めで毎月5000円ずつ現金書留で理森へ小遣いを送り続け、憲史が受け取り郵便貯金に預けていた。その書留の住所をたよりに逃げてきた理森一行を、岩手県の自分の牧場に匿う。最終回で憲史の命日の墓参で出所後の理森と再会する。

### 清澄駅
清水 昌男（しみず まさお）〈26 → 32→36〉
演 - 櫻庭博道
JR東日本長野支社社員、理森の後輩である清澄駅員。勤務中の仮眠で寝坊しかけたり、携帯音楽プレーヤーで音楽を聞いてサボるなどややルーズな一面がある。理森の高校時代の元恋人・乃梨子の弟であり、時々姉のことを話題にする。美紀子に気があるが相手にされていない。6年後の理森の出所時には結婚しており3歳の息子がいる。10年後には助役に昇進している。
高井 三郎（たかい さぶろう）〈45→51〉
演 - 青柳文太郎
JR東日本長野支社社員、清澄駅副駅長。温厚な人物。憲史の死去後、清澄駅駅長に昇格。

### その他
澤田利伸（さわだ　としのぶ）
演 - なし
1960年頃生まれ。かほりの初婚の相手で誌織の実父。貧しかったが野心家でバブルの波に乗り、株への投資と都心でカフェバーを始めとする事業に成功。通い詰めていたクラブでかほりと知り合う。グラビアモデルと二股を掛けていたが、妊娠を知ってかほりとの結婚を決意。広尾の豪華マンションで暮らし始める。子煩悩で心優しい男だったが、バブル崩壊に伴い1億円以上の借金を抱え、返済に追われる様になると、苛立ってかほりのみならず自身が可愛がっていた誌織にも暴力を振るい始める。ヤクザとも交遊があり、借金の度に証書として入れ墨を彫らされていた。見栄から誌織を私立小学校に入学させるが37歳の時に現れた広務と対決。嫉妬心から脅しに掛かるが敗北を認め、最終的に借金を肩代わりして貰う形でかほりとの離婚。誌織の親権放棄に応じる。生い立ち等の詳細は不明で親族等も一切書かれていない。

## スタッフ
- 原作・脚本 - 野沢尚
- 音楽 - S.E.N.S.（ファンハウス）
- 演出 - 土井裕泰、竹之下寛次
- プロデュース補 - 那須田淳
- 主題歌 - globe「Wanderin' Destiny」[2] (avex globe)
- プロデュース - 貴島誠一郎
- 制作著作 - TBS

## 受賞歴
- 連続ドラマ
  - 第15回ザテレビジョンドラマアカデミー賞[3][4]
    - 最優秀作品賞
    - 助演女優賞（夏川結衣）
    - 主題歌賞（globe）
    - 新人俳優賞（鈴木杏）
    - 脚本賞（野沢尚）
    - 'キャスティング賞
    - タイトルバック賞（松原弘志）

## 放送日程
| 部                                                             | 各章   | 放送日         | サブタイトル   | 演出       | 視聴率 |
| -------------------------------------------------------------- | ------ | -------------- | -------------- | ---------- | ------ |
| 第1部                                                          | 第一章 | 1997年10月10日 | 許されない愛   | 土井裕泰   | 18.6%  |
| 第1部                                                          | 第二章 | 1997年10月17日 | 秘密の絆       | 土井裕泰   | 17.3%  |
| 第1部                                                          | 第三章 | 1997年10月24日 | 炎の夜         | 土井裕泰   | 15.6%  |
| 第1部                                                          | 第四章 | 1997年10月31日 | 逃避行         | 竹之下寛次 | 14.6%  |
| 第1部                                                          | 第五章 | 1997年11月07日 | 幸せのある場所 | 竹之下寛次 | 19.1%  |
| 第1部                                                          | 第六章 | 1997年11月14日 | 黒い影         | 竹之下寛次 | 18.2%  |
| 第1部                                                          | 第七章 | 1997年11月21日 | 終着駅         | 土井裕泰   | 17.3%  |
| 第2部                                                          | 第八章 | 1997年11月28日 | 再会           | 土井裕泰   | 19.3%  |
| 第2部                                                          | 第九章 | 1997年12月05日 | 新たなる旅     | 竹之下寛次 | 19.1%  |
| 第2部                                                          | 第十章 | 1997年12月12日 | 運命の愛       | 竹之下寛次 | 18.0%  |
| 第2部                                                          | 最終章 | 1997年12月19日 | 永遠の愛       | 土井裕泰   | 17.3%  |
| 平均視聴率 17.7%（視聴率はビデオリサーチ調べ、関東地区・世帯） |        |                |                |            |        |

| 放送日         | サブタイトル                                                                                  | 演出                |
| -------------- | --------------------------------------------------------------------------------------------- | ------------------- |
| 1997年12月26日 | せつない愛をもう一度 涙と感動のメモリアル 青い鳥・完結編 理森の終着駅はサイパンの海と空の下で | 土井裕泰 竹之下寛次 |

## 他作品との関連
- 脚本を担当した野沢尚の小説『眠れぬ夜を抱いて』は舞台が清澄になっており、作中の会話に『青い鳥』のエピソードが登場する。2002年にテレビドラマ化された際には、舞台は元澄市になっている。

## エピソード
- 駅員の演技にあたり、実在の駅社員から業務のレクチャーを受けた豊川は、リアリティとフィクションを取捨選択したいという意向から、作中のJR東日本の夏制服はワイシャツ部分のみオリジナルの開襟シャツを着用している（TVガイドより）。なお駅長の憲史を演じた前田は現実と同じ制服を着用していた。
- 本作は野沢尚が唯一TBSのドラマの脚本を務めた作品である。それまでフジテレビ、とりわけ木曜10時枠のドラマの脚本を務めることが多かったが、TBSでも当時同じ枠でドラマが放送されており、1994年、1995年と本作プロデューサーの貴島誠一郎プロデュースの『長男の嫁』シリーズで競合するなど、言わばライバル関係にあり、「まさか貴島さんから声がかかるとは思ってもいなかった」と、ノベライズ本の後書きで語っている。
- 2014年2月現在、信濃境駅にはドラマのスチル写真や広告が待合室に展示されている。また、ドラマ同様、駅のホームには空っぽの鳥籠（劇中に使われた洋風のものとは異なる）が吊るされている。
- 「青い鳥」というドラマのタイトルはプロデューサーの貴島誠一郎がザ・タイガースの8枚目のシングル曲「青い鳥」からヒントを得て名付けたもの。
- 主人公の名前「理森」は「知性（理）と素朴さ（森）とがある男」という意味でつけた[1]。また、リズムをつけるために主要登場人物3人の名前（理森・かほり・誌織）はすべて「り」で終わらせている[1]。

## 関連商品
- ビジュアル
  - ビデオ『青い鳥 1 - 4』『青い鳥 BOXセット』（ポニーキャニオン）
  - DVD『青い鳥 1 - 6』『青い鳥 BOXセット』（ポニーキャニオン）[5]
- 音楽
  - globe『Wanderin' Destiny』（avex globe）
  - S.E.N.S.『L'oiseau Bleu〜青い鳥 オリジナル・サウンドトラック』（BMG JAPAN）
- 書籍
  - 野沢尚『青い鳥』（幻冬舎）
  - 野沢尚、TBS『青い鳥 ビジュアル&ストーリーブック』（角川書店）
  - 野沢尚『青い鳥 シナリオ集』（幻冬舎）